# Raïon de Volodymyr
Le raïon de Volodymyr (en ukrainien : Володимирський район, Volodymyrskyï raïon), jusqu'au 18 juillet 2022  raïon de Volodymyr-Volynskyï (en ukrainien : Володимир-Волинський район, Volodymyr-Volynskyï raïon) ou raïon de Vladimir-Volynski (en russe : Владимир-Волынский район, Vladimir-Volynski raïon) est une subdivision administrative de l'oblast de Volhynie, dans l'ouest de l'Ukraine. Son centre administratif est la ville de Volodymyr.

## Géographie
Le raïon s'étend sur 1 038 km2 dans la partie occidentale de l'oblast. Il est limité au nord par le raïon de Liouboml et le raïon de Touriïsk, à l'est par le raïon de Lokatchi, au sud par le raïon d'Ivanytchi et à l'ouest par la Pologne.

## Histoire
Le raïon de Volodymyr-Volynskyï a été établi le 17 janvier 1940 par un décret du Présidium du Soviet suprême de l'URSS.
Depuis le 19 juillet 2020 le raïon est agrandi aux dépens de ses voisins de Lokatchi, Ivanytchi et de Touriïsk dans le cadre de la réforme administrative de l'Ukraine.

## Lieux d’intérêt

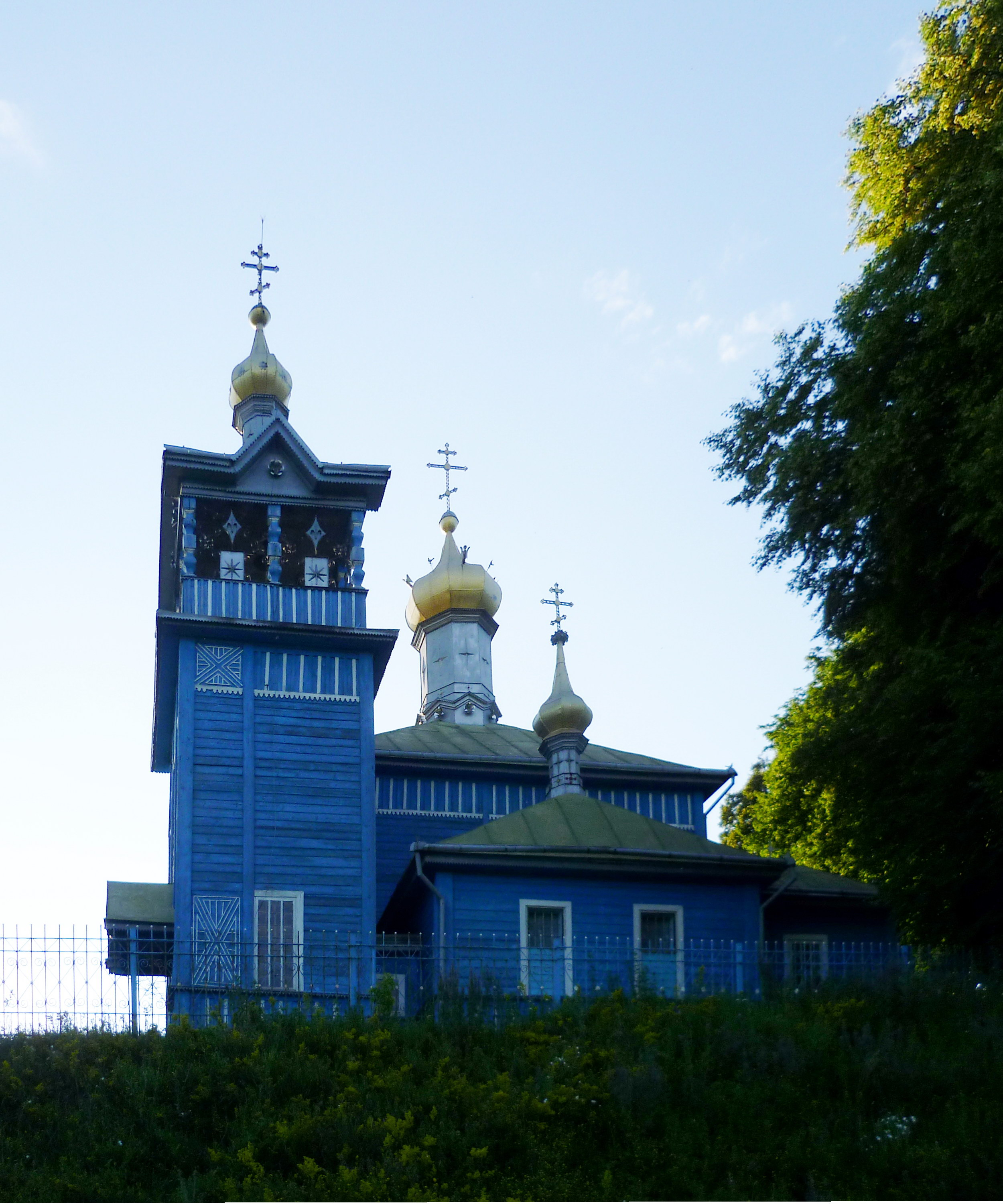
Eglise de Siméon le stylite à SOukodoly, classé[1],
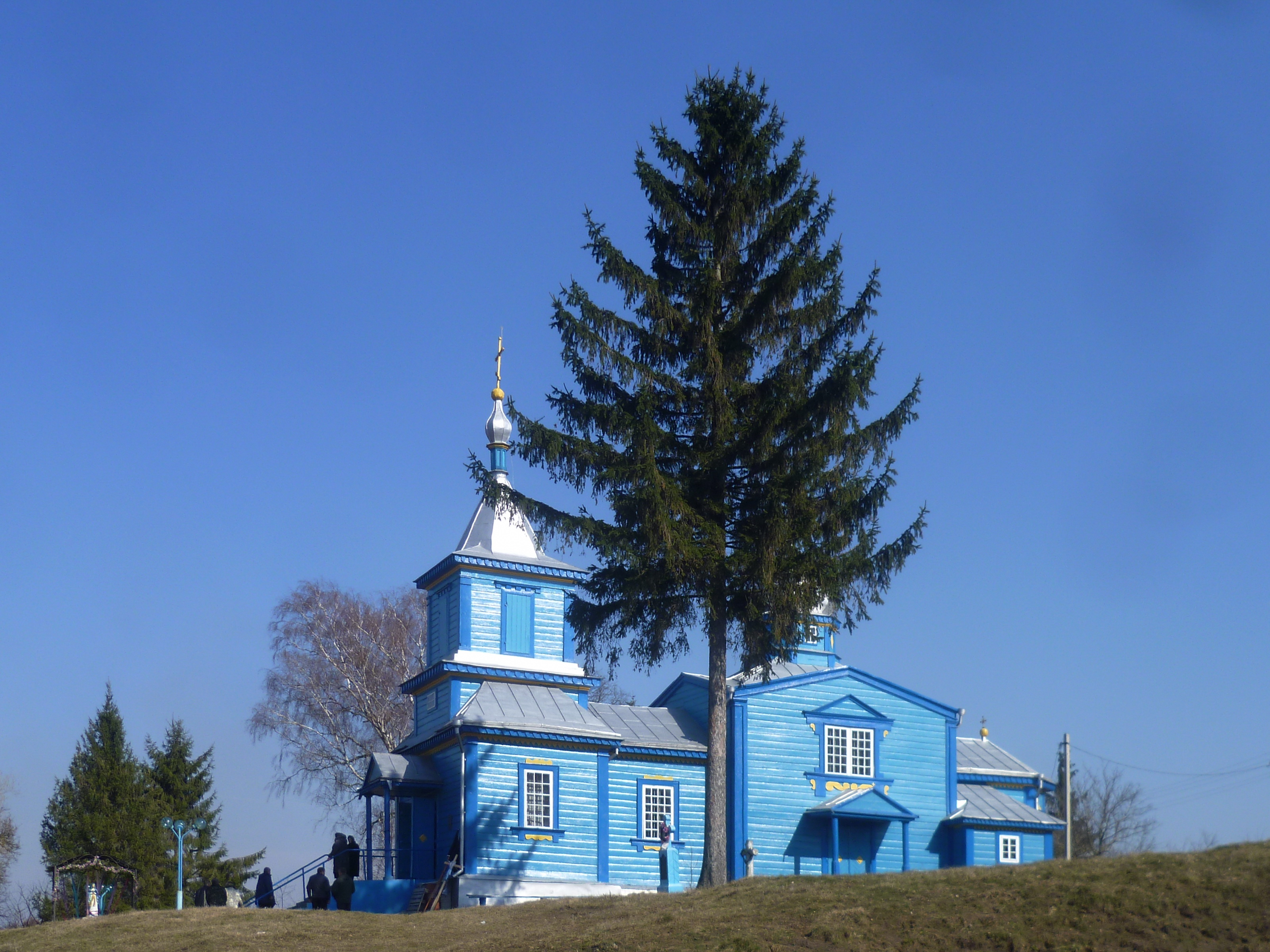
église de Menchichy, classée
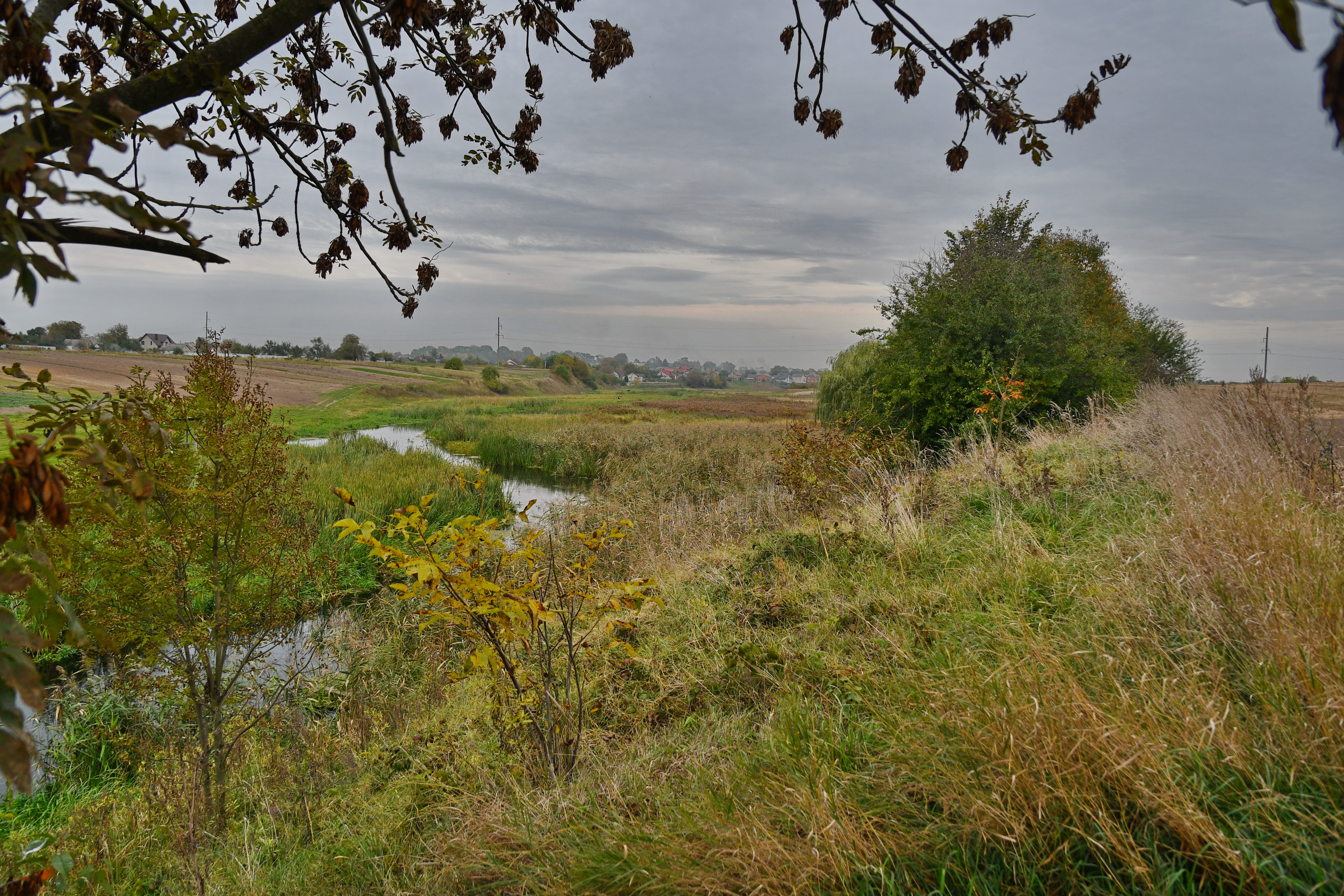
site archéologique Zarichtchia I, classé[3],
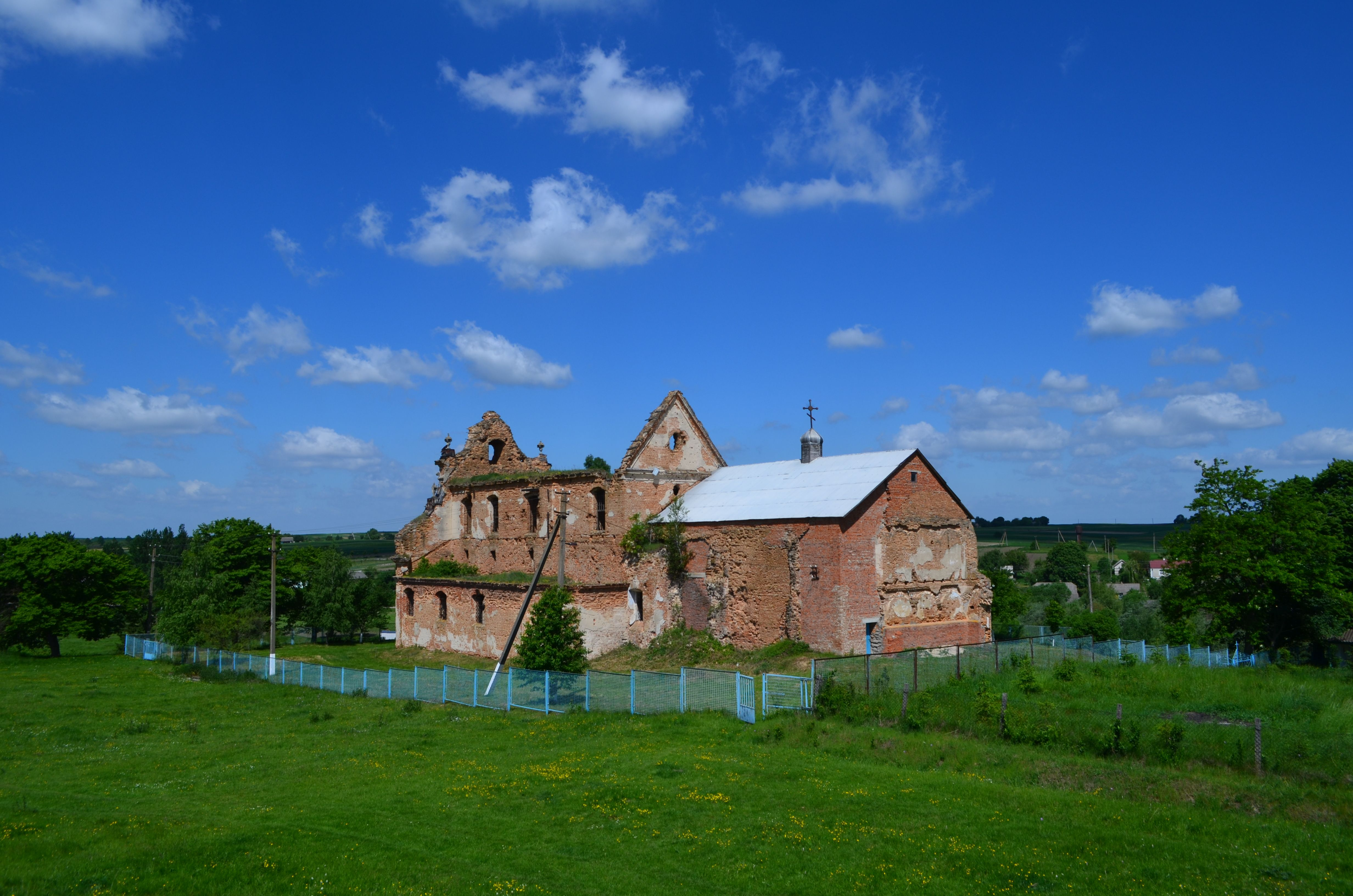
l'ancien monastère de Novy-Zahoriv, classé[4],
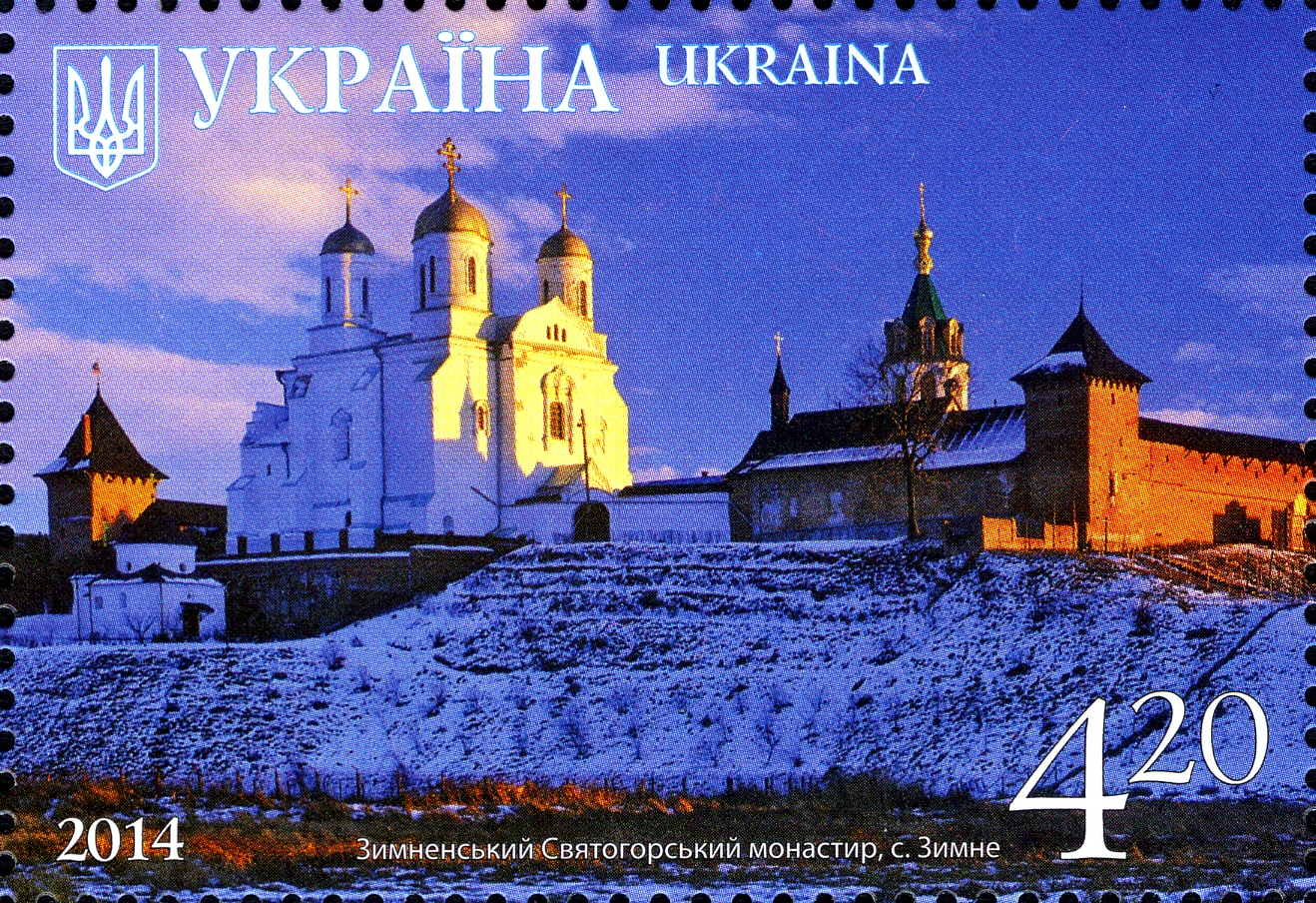
monastère de Zymne, classé[5],
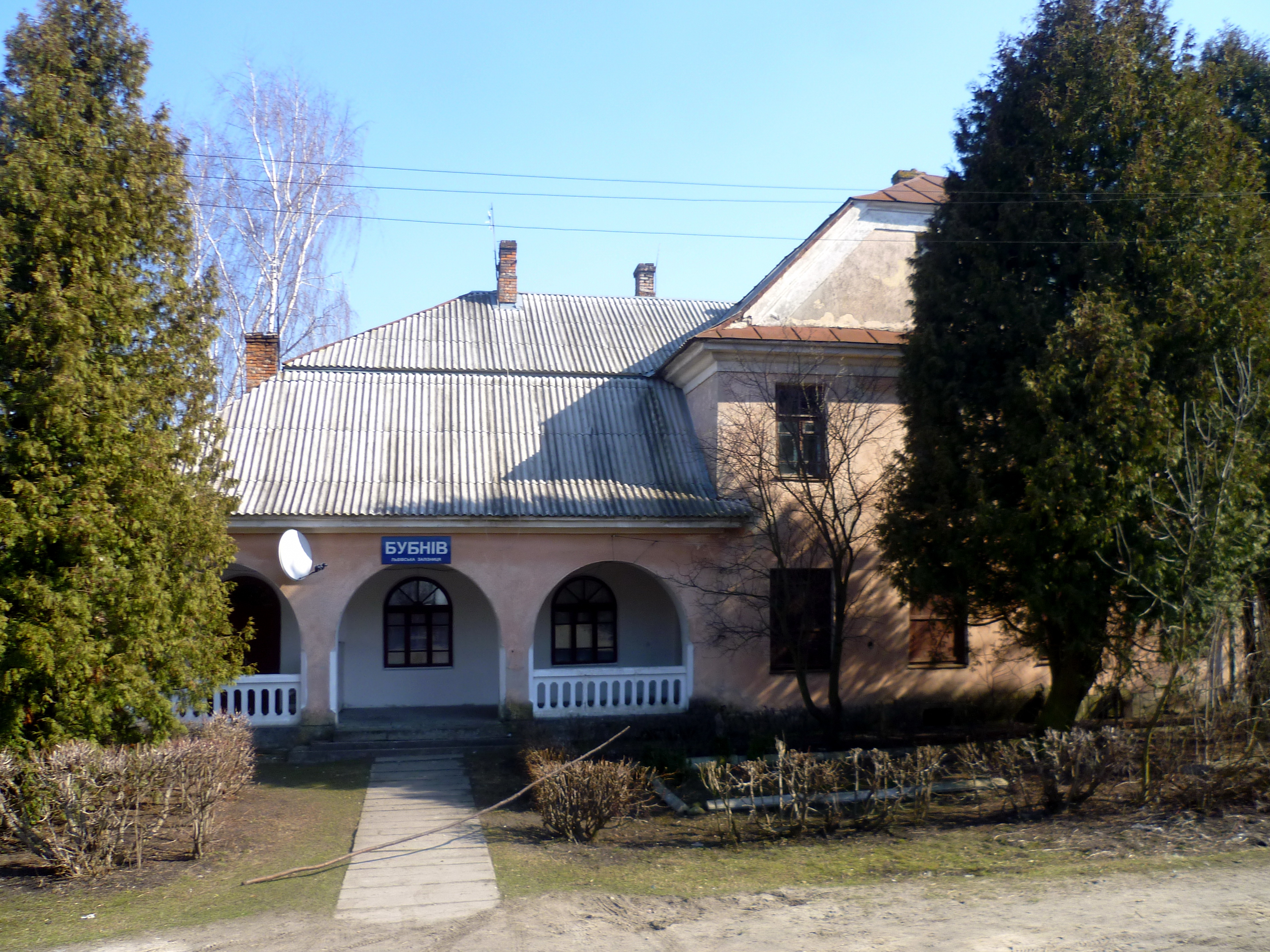
la gare de Boubniv, classée
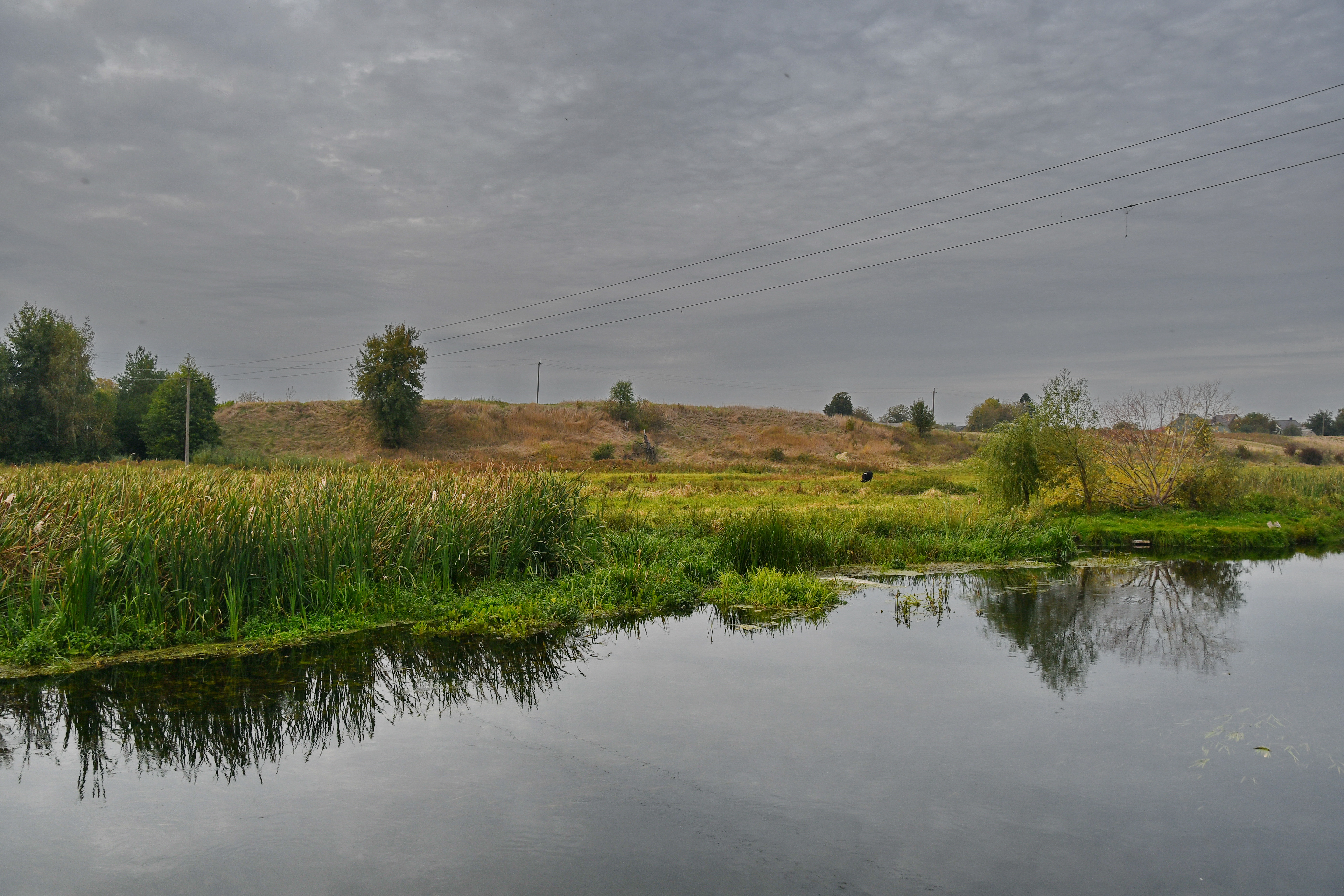
site archéologique Feodorivka II, classé[7],
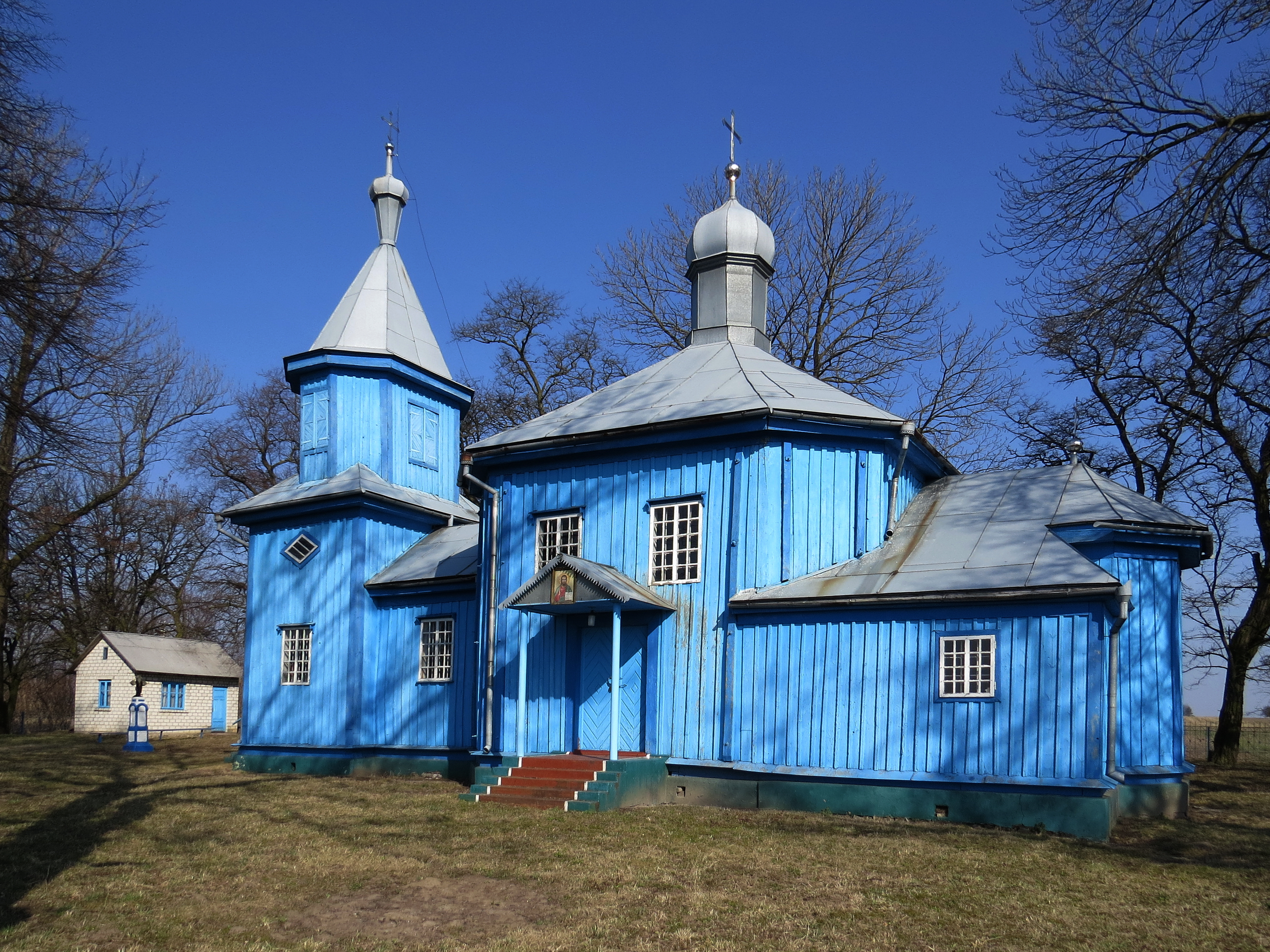
église st-Pierre & Paul à Voschatin, classée[8].

## Population

### Démographie
Recensements (*) ou estimations de la population :
| 1959*  | 1970*  | 1979*  | 2009   | 2010   | 2011   |
| ------ | ------ | ------ | ------ | ------ | ------ |
| 63 588 | 65 868 | 33 228 | 25 947 | 25 795 | 25 670 |

### Subdivisions
Le raïon compte :
- une ville : Volodymyr
- 77 villages

## Transport
Le raïon possède la base aérienne de Jovtneve, village de Sousbal proche d'Ovadne.